# Arrozais em terraços das cordilheiras das Filipinas
Os Arrozais em Terraços nas Cordilheiras das Filipinas são um local classificado como Património Mundial pela UNESCO em Ifugao, nas Filipinas.
Os terraços têm cerca de 2000 anos. Estes terraços foram esculpidos na província de Ifugao nas Filipinas pelos antepassados dos indígenas de Batad.
Pensa-se que os terraços foram construídos com equipamento mínimo, em grande parte pela mão dos povos locais. Os terraços estão a aproximadamente 1500 metros de altitude e cobrem 10.360 km² de montanha, sendo considerados património mundial da UNESCO.
São alimentados por um sistema de irrigação antigo, presente na floresta tropical por cima dos terraços.
Os povos locais ainda cultivam arroz e vegetais nestes terraços.

## Galeria

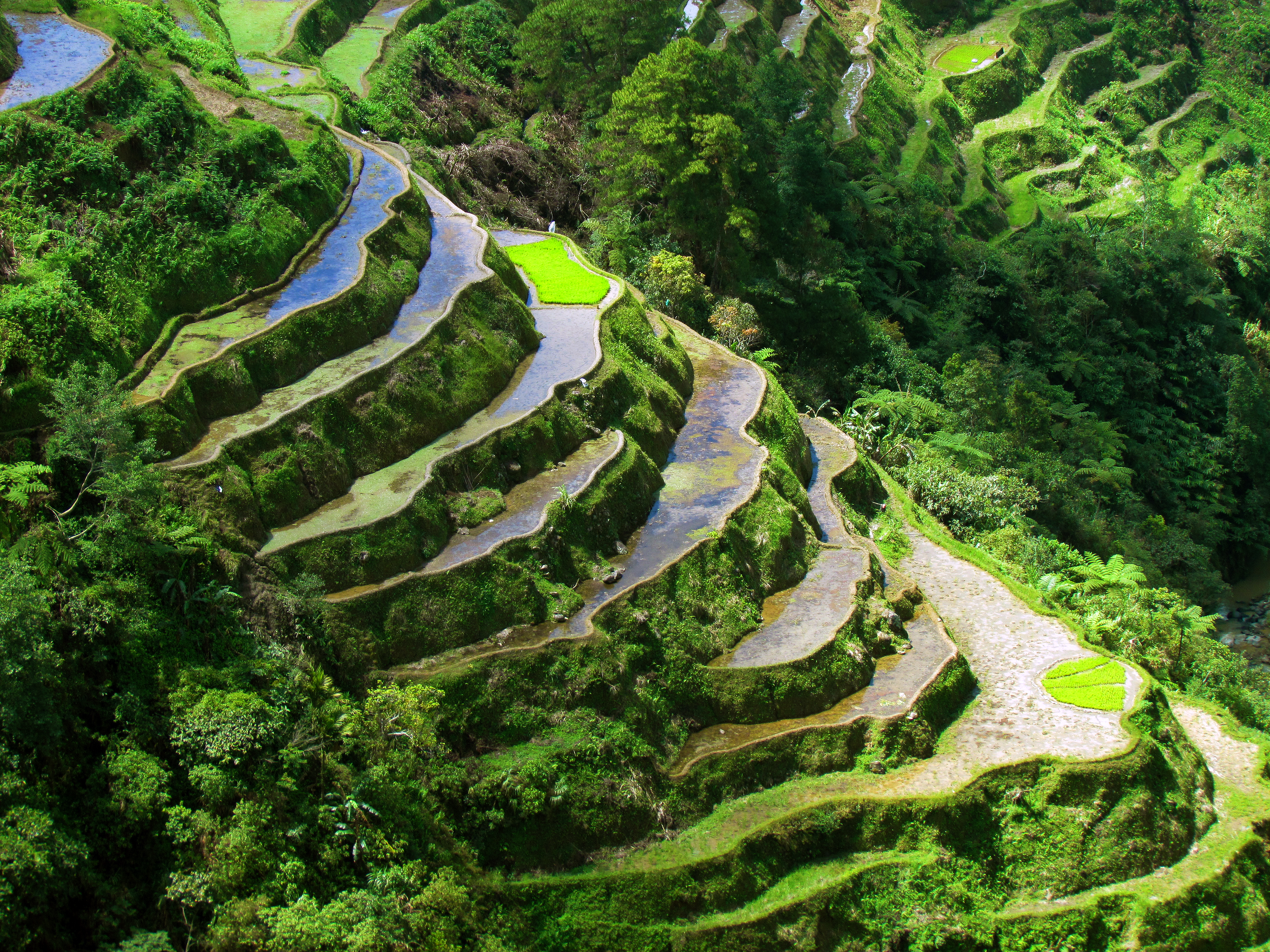
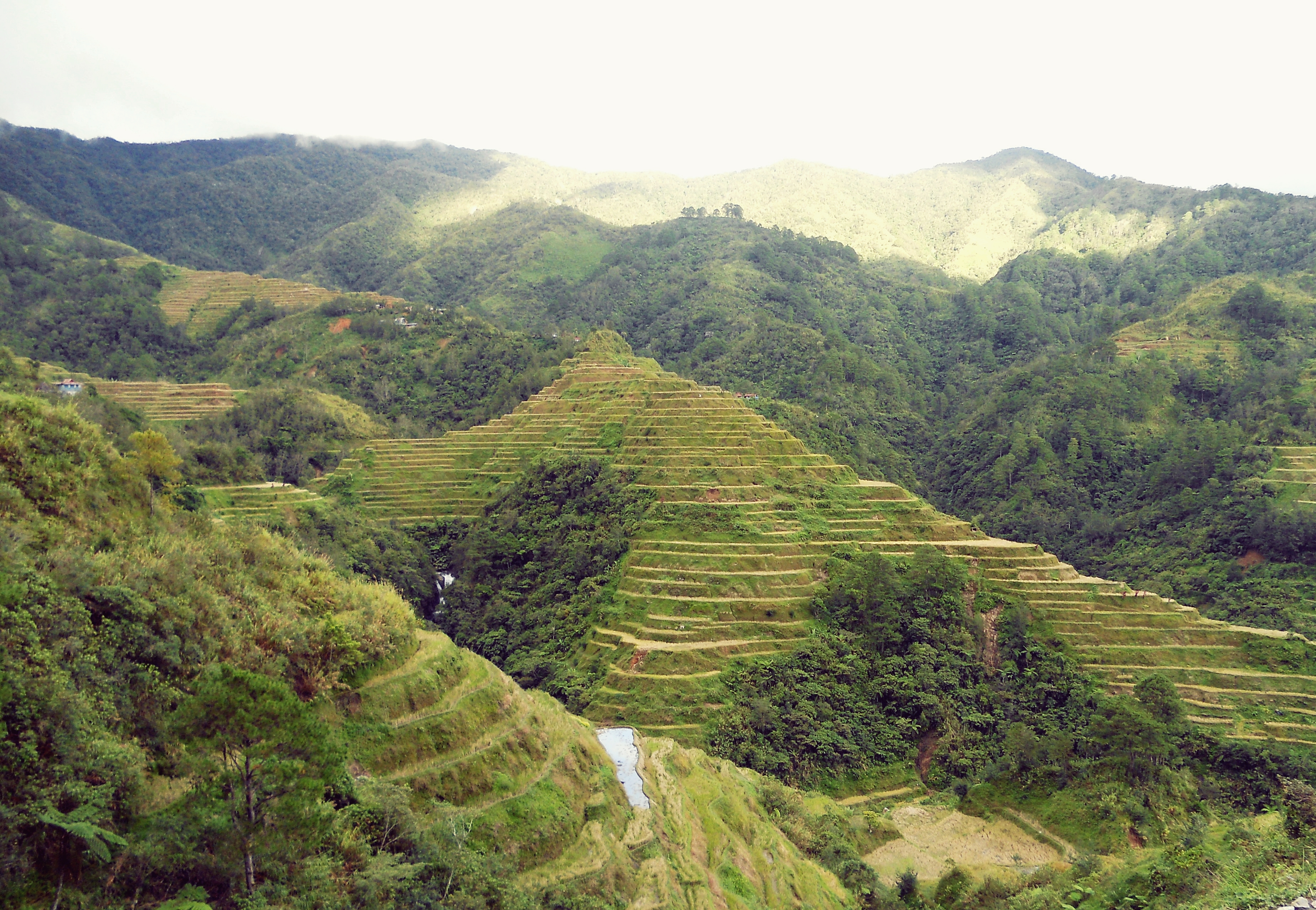
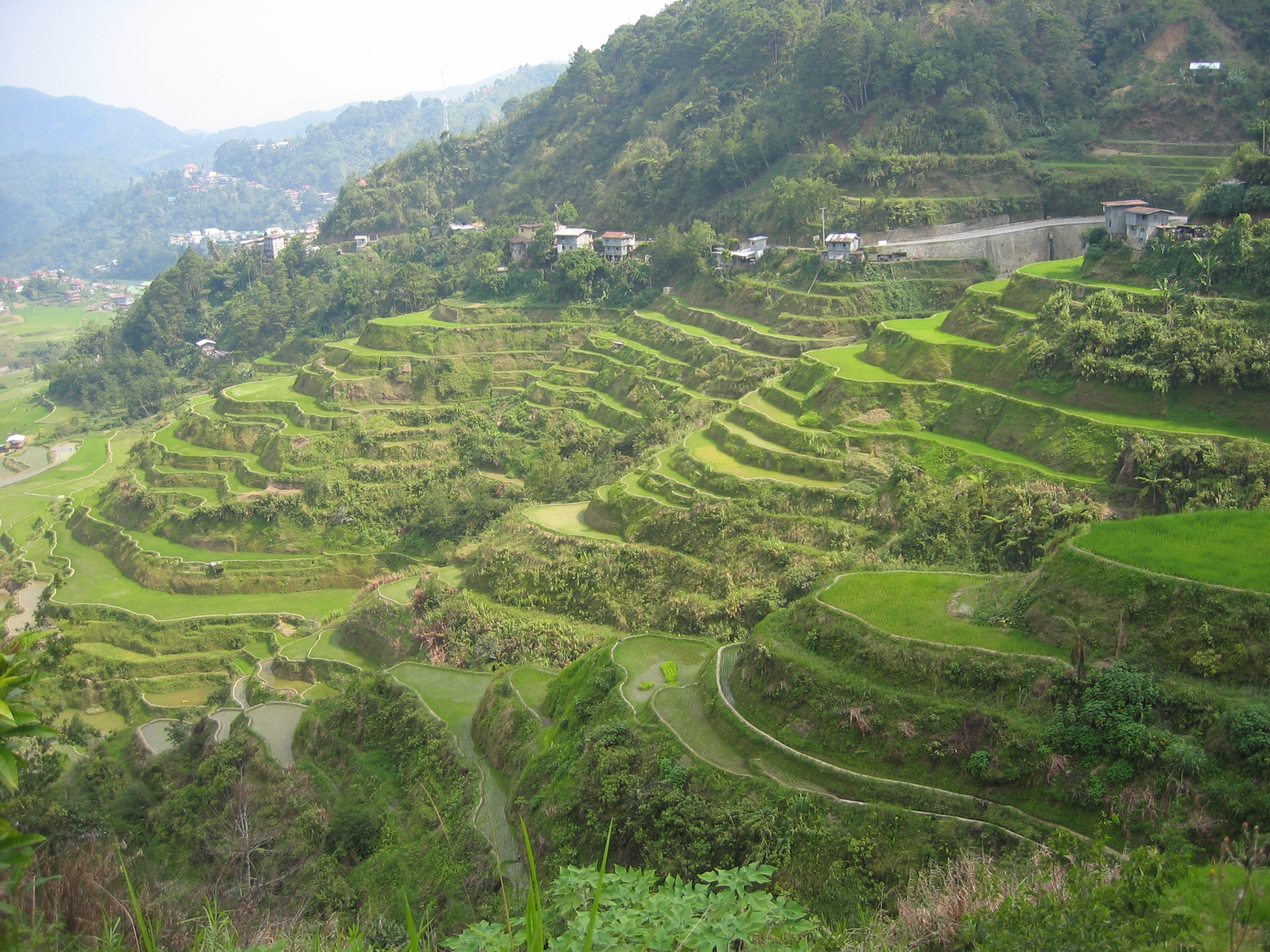
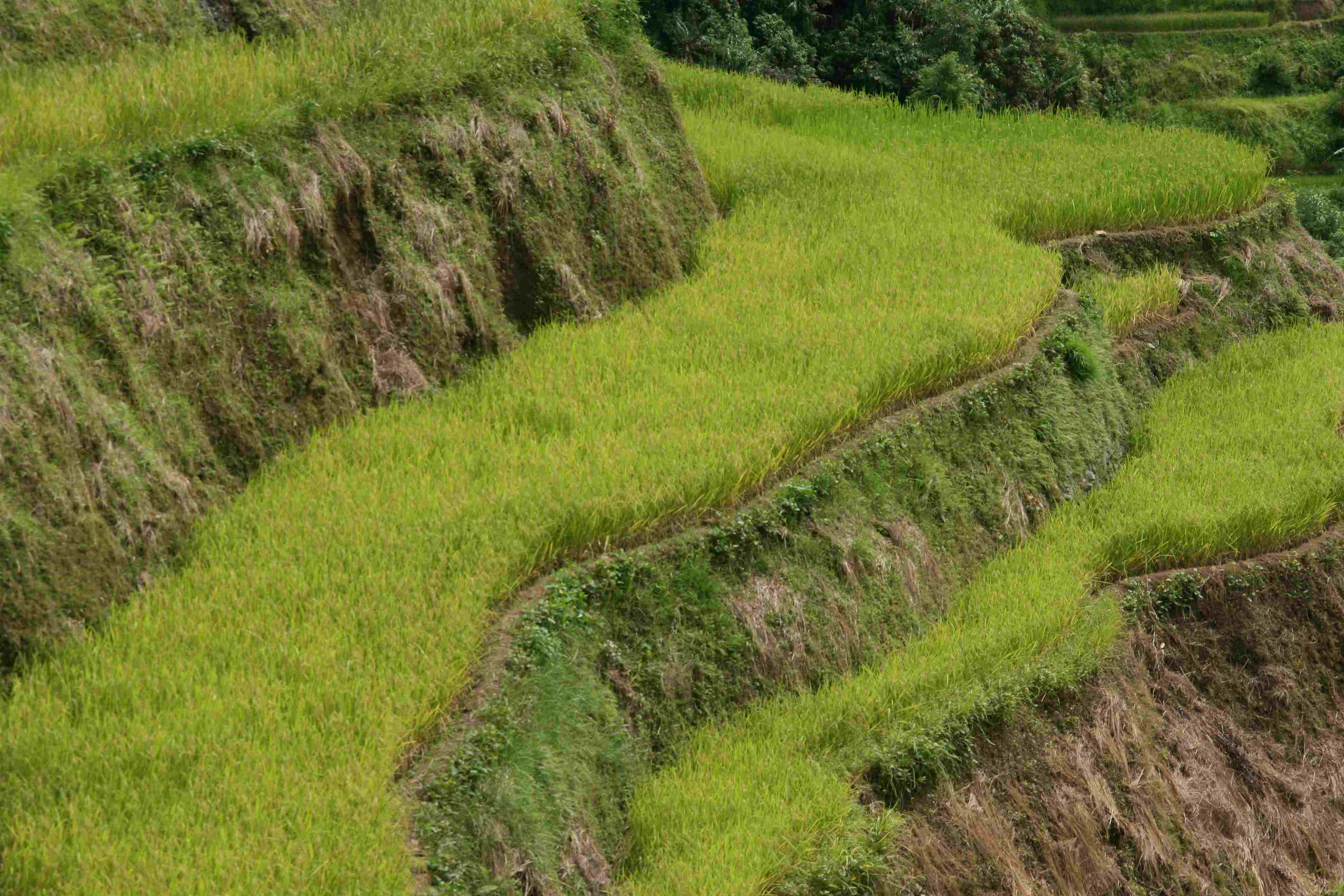